# Corus Entertainment
Corus Entertainment Inc. è una società di mass media canadese. Costituita nel 1999 come spin-off di Shaw Communications, detiene importanti partecipazioni nei settori radiofonico, editoriale e televisivo. Ha sede a Corus Quay a Toronto, Ontario.
Corus ha un'ampia presenza nelle trasmissioni canadesi come proprietario della rete nazionale globale (15 stazioni convenzionali), 39 stazioni radio e un portafoglio di 33 servizi televisivi specializzati; i marchi specializzati nazionali dell'azienda includono Showcase, SériesPlus, Slice, Télétoon, W Network e YTV. Gestisce anche servizi in base ad accordi di licenza del marchio con A&E Networks (History e Lifetime), Paramount Global (CMT e Nickelodeon), Walt Disney Television (inclusa la sua Disney Branded Television, Freeform tramite ABC Spark e le unità di National Geographic) e Warner Bros. Discovery (Cartoon Network, Boomerang, Adult Swim e marchi di lifestyle).
Corus possiede lo studio di animazione Nelvana, il fornitore di software di animazione Toon Boom Animation e l'editore per bambini Kids Can Press. La seconda incarnazione della divisione media di Shaw, formata dalle proprietà della bancarotta Canwest Global, è stata incorporata da Corus il 1 aprile 2016, conferendole il controllo della rete globale over-the-air e 19 canali speciali aggiuntivi. Nel maggio 2019, Shaw ha annunciato che avrebbe venduto le sue azioni in Corus per circa $ 500 milioni.

## Storia

### Origini
Shaw Communications, fondata nel 1966, entrò nel broadcasting convenzionale. Fondata da JR Shaw come Shaw Radio il 27 agosto 1987, acquisì alcune stazioni radio: Red Deer, CIZZ-FM e CKGY-FM. Ulteriori acquisizioni da parte di Shaw durante questo periodo includevano CISN-FM Edmonton (1988), CHAY-FM Barrie (1990), CKCK-FM Woodstock (1991), CFOX-FM e CKLG-AM Vancouver (1992).
La società nel 1995 acquisì il 34% delle quote di CUC Broadcasting di YTV. Shaw comprò infine le rimanenti quote di YTV di Rogers nel 1998.

### Fondazione
Nel settembre 1998, JR Shaw e il CEO di Shaw Media John Cassaday annunciarono un piano di trasformazione di Shaw Communications, comprendente le stazioni radio e i canali televisivi speciali, in una società che sarebbe divenuta nota come Corus Entertainment. Lo spin-out avrebbe lasciato Shaw come una società di telecomunicazioni "puro gioco" (Pure Play). La decisione di spostare le proprietà era tesa a far rispettare le raccomandazioni della Canadian Radio-Television and Telecommunications Commission (CRTC), che scoraggiavano l'integrazione verticale da parte delle società via cavo che possedevano anche proprietà dei media. Corus sarebbe una società separata, quotata in borsa, quotata per la prima volta alla Borsa di Toronto nel settembre 1999, ma sarebbe ancora principalmente controllata dalla famiglia Shaw.
Nel settembre 1999, Corus acquisì le attività di trasmissione della Power Corporation of Canada, comprensiva di quattro stazioni televisive e sedici stazioni radio. Una di queste stazioni, CHAU-TV, è stata successivamente rivenduta a Télé Inter-Rives. Nell'ottobre 1999, è stato annunciato che, come parte dello scioglimento di Western International Communications (WIC), Corus avrebbe acquisito le 12 stazioni radio dell'azienda e la maggior parte dei suoi canali speciali, comprese le partecipazioni in Family Channel, SuperChannel e MovieMax!.

### Crescita e acquisizioni
Nel settembre 2000, dopo trattative e voci di offerte da parte di altri studi, Corus annunciò che avrebbe acquisito lo studio di animazione Nelvana con sede a Toronto per 540 milioni di dollari; l'accordo era considerato un complemento alle reti televisive dei suoi figli (che avevano spesso acquisito la programmazione da Nelvana), tra cui YTV, Treehouse e le sue quote in Family Channel, Teletoon e la sua controparte francese Télétoon. Corus affermò inoltre di aver pianificato di utilizzare l'acquisto per spingere il lancio di una rete via cavo orientata alla fascia di ascolto pre-scolastica negli Stati Uniti.
Nel marzo del 2001, in risposta alle lamentele della CRTC sul quasi monopolio sulla proprietà dei canali specializzati per bambini in Canada, Corus vendette la propria partecipazione in Family Channel ad Astral Media per 126,9 milioni di dollari, rendendolo un canale gemello di The Movie Network e dando loro piena proprietà. Corus cedette inoltre la sua partecipazione nel servizio pay-per-view del Canada occidentale Viewers Choice a Shaw Communications per 22,6 milioni e acquisì allo stesso tempo la Women's Television Network (WTN) da Shaw (che aveva acquistato la sua società madre, Moffat Communications, per le sue attività di sistema via cavo) per 132,6 milioni. Nell'agosto 2002, Corus vendette CKDO e CKGE-FM a Durham Radio.
Nel maggio 2002, Corus annunciò di aver acquisito una partecipazione del 50% in Locomotion, un canale latinoamericano in lingua spagnola incentrato principalmente su serie televisive animate rivolte ad adolescenti e giovani adulti. Hearst Corporation possedeva l'altra metà.
Nel marzo 2004, Corus e Astral annunciarono la prossima acquisizione e scambio di stazioni radio in Quebec; Corus acquisì la rete Radiomédia (incluso CKAC) e il CFOM di Quebec City, mentre Astral acquisì CFVM-FM Amqui, CJOI-FM e CIKI-FM Rimouski, CFZZ-FM Saint-Jean-sur-Richelieu e CJDM-FM Drummondville. Corus vendette le sue stazioni Red Deer, Alberta CKGY-FM e CIZZ-FM a Newcap Radio.
Nel luglio del 2007, Corus acquisì CKBT-FM e CJZZ-FM da Canwest. Nel giugno del 2008, CHRC fu venduta alla proprietà del Gruppo del team di hockey Quebec Remparts.

## Canali televisivi disponibili

### In inglese
| Logo | Nome                     | Inizio trasmissioni | Nomi precedenti                                           | Concesso in licenza da    |
| ---- | ------------------------ | ------------------- | --------------------------------------------------------- | ------------------------- |
|      | Global                   | 6 gennaio 1974      |                                                           |                           |
|      | YTV                      | 1º settembre 1988   |                                                           |                           |
|      | Slice                    | 1º gennaio 1995     | Life Network (1995–2007)                                  |                           |
|      | CMT                      | 1º gennaio 1995     |                                                           | Paramount Media Networks  |
|      | Showcase                 | 1º gennaio 1995     |                                                           |                           |
|      | W Network                | 1º gennaio 1995     | Women's Television Network (1995–2002)                    |                           |
|      | DTour                    | 17 ottobre 1997     | Prime (1997–2006) TVTropolis (2006–2013)                  | Warner Bros. Discovery    |
|      | HGTV                     | 17 ottobre 1997     |                                                           | Warner Bros. Discovery    |
|      | Cartoon Network (Canada) | 17 ottobre 1997     | Teletoon (1997-2023)                                      | Warner Bros. Discovery    |
|      | History                  | 17 ottobre 1997     |                                                           | A&E Networks              |
|      | Treehouse                | 1º novembre 1997    |                                                           |                           |
|      | Oprah Winfrey Network    | 1º settembre 1999   | Canadian Learning Television (1999–2008) Viva (2008–2011) | Warner Bros. Discovery    |
|      | Food Network             | 9 ottobre 2000      |                                                           | Warner Bros. Discovery    |
|      | National Geographic      | 15 agosto 2001      |                                                           | Disney Branded Television |
|      | DejaView                 | 4 settembre 2001    |                                                           |                           |
|      | Cooking Channel          | 7 settembre 2001    | SexTV (2001-2010) W Movies (2010–2016)                    | Warner Bros. Discovery    |
|      | [adult swim]             | 7 settembre 2001    | Showcase Action (2001-2009) Action (2009-2019)            | Warner Bros. Discovery    |
|      | Crime & Investigation    | 7 settembre 2001    | Mystery (2001-2007) Mystery TV (2007-2014)                | A&E Networks              |
|      | History2                 | 7 settembre 2001    | mentv (2001–2010) The Cave (2010–2012) H2 (2012-2019)     | A&E Networks              |
|      | Lifetime                 | 7 settembre 2001    | Showcase Diva (2001–2012)                                 | A&E Networks              |
|      | MovieTime                | 7 settembre 2001    | Lonestar (2001-2008)                                      |                           |
|      | Magnolia Network         | 19 ottobre 2009     | DIY Network (2009–2022)                                   | Warner Bros. Discovery    |
|      | Nickelodeon              | 2 novembre 2009     |                                                           | Paramount Media Networks  |
|      | Disney XD                | 1º giugno 2011      |                                                           | Disney Branded Television |
|      | ABC Spark                | 26 marzo 2012       |                                                           | Disney Branded Television |
|      | National Geographic Wild | 7 maggio 2012       |                                                           | Disney Branded Television |
|      | Boomerang                | 4 luglio 2012       | Cartoon Network (2012–2023)                               | Warner Bros. Discovery    |
|      | Disney Channel           | 1º settembre 2015   |                                                           | Disney Branded Television |
|      | Disney Junior            | 1º dicembre 2015    |                                                           | Disney Branded Television |

### In francese
| Logo  | Nome             | Inizio trasmissioni | Note                                   | Concesso in licenza da    |
| ----- | ---------------- | ------------------- | -------------------------------------- | ------------------------- |
| 1x1px | Télétoon         | 8 settembre 1997    | versione francofona di Cartoon Network | Warner Bros. Discovery    |
|       | Historia         | 31 gennaio 2000     | versione francofona di History         | A&E Networks              |
|       | SériesPlus       | 31 gennaio 2000     |                                        |                           |
|       | La Chaîne Disney | 1º settembre 2015   | versione francofona di Disney Channel  | Disney Branded Television |